# ذلب قنواتي
ذلب قنواتي (الاسم العلمي:Sansevieria canaliculata) هو نوع من النباتات يتبع جنس الذلب من الفصيلة الهليونية.